# Haka (dans)
För andra betydelser, se Hakka (olika betydelser).

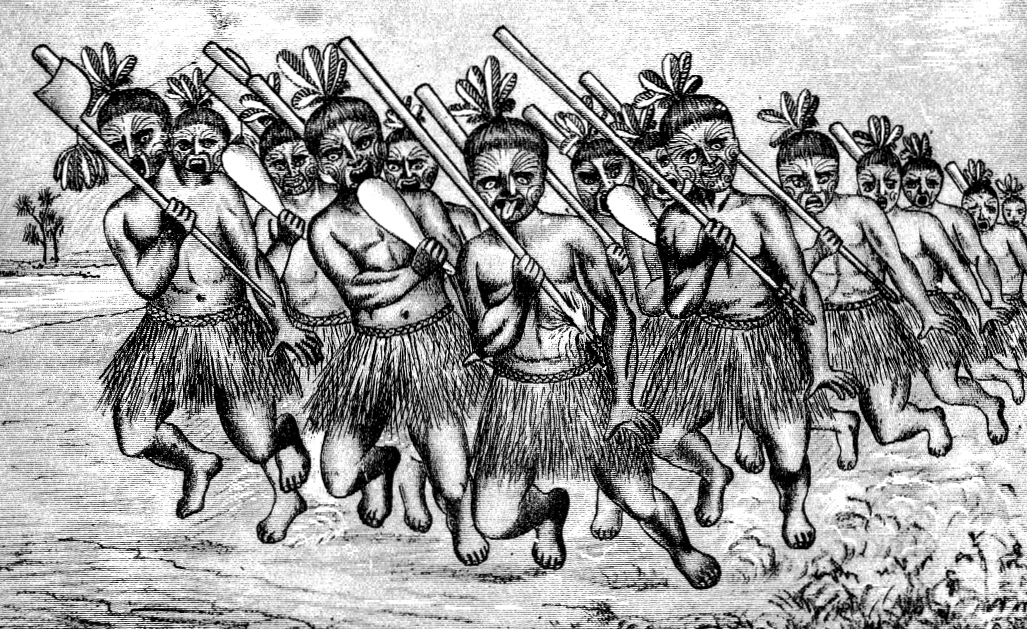
En Maori-krigsdans på 1800-talet

Haka är en maorisk dans av uppvisningskaraktär. Den används ofta av män, som en uppvisning inför en strid eller idrottsutövning. Den utförs regelmässigt av Nya Zeelands herrlandslag i rugby union inför landskamper.

## Utformning och användning
Haka innehåller ett stridsmässande och beskrivs ofta som en krigsdans, men det är mera ett mässande med handgester, fotstampande, ögonrullning, grymtningar och tunguträckning. Dansen utfördes oftast av krigare före en strid, där dansen visade upp deras styrka och mod och orden var till för att förolämpa motståndarna. 
I moderna tider har hakan använts i ett flertal situationer. Den mest berömda användningen, är den av rugbylaget All Blacks i Nya Zeeland, fotbollslagen Kiwis och Falcons samt basketlaget Tall Blacks före inledandet av en match. Dansen utförs även vid vissa statliga funktioner, såsom välkomnandet av utländska dignitärer.

## Historik

### Hakas ursprung
Enligt maorisk mytologi hade solguden Tama-nui-to-ra två fruar, sommarmön Hine-raumati och vintermön Hine takurua. Tama-nui-to-ras och Hine-raumatis barn, Tane-rore, sägs ha skapat dansen.

### All Blacks haka

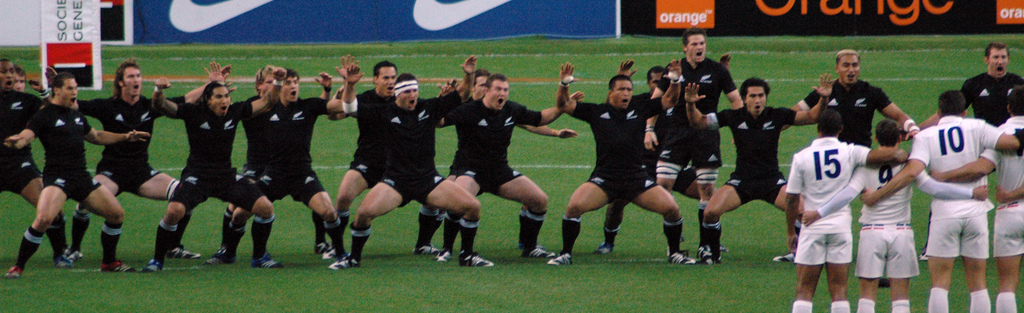
En Haka-dans inför en rugbymatch mot Frankrike den 18 november 2006

Den haka som utförs av All Blacks (Kamate haka) kan dateras till 1810 när byhövdingen Te Rauparaha från Ngati Toa-stammen jagades av fiender. Han gömde sig i ett matförrådshål under en kvinnas kjol. Eftersom detta var ett sådant skamligt tillvägagångssätt trodde Te Rauparaha att han var säker. Han klättrade ut enbart för att finna att någon stod ovanför och observerade honom, istället för en fiende som skulle döda honom visade det sig vara en annan hövding, som var vänligt inställd till Te Rauparaha. Lättad utförde Te Rauparaha en haka med orden (översatt från Maori) — Det är döden, det är döden: det är livet, det är livet; detta är mannen som lät mig leva när jag klev upp, steg för steg, mot solljuset - dessa ord används ännu idag.
Trots att Ka Mate-hakan kan anses olämplig för användning som en sportramsa tros All Blacks ha använt den som sådan sedan 1905.

### Den 'nya' All Blacks haka
Före en trenationers match mot det Sydafrikanska rugbylandslaget den 28 augusti 2005 introducerade All Blacks oväntat en radikalt ny haka. Denna haka, Kapa O Pango, som är skriven av Derek Lardelli från Ngati Porou innehåller en längre och mera aggressiv inledning av lagkaptenen Tana Umaga och kulminerar i dess mera aggressiva höjdpunkt: varje spelare utför en halsavskärande rörelse som riktas mot det motsatta laget. All Blacks vann matchen med 31 mot 27.
Den nya hakan sägs ha tagit över ett år att utveckla och skapades med hjälp av konsultering av många experter av Māorikulturen. Denna kommer mera att fungera som ett komplement till Ka Mate än som en ersättare och den nya hakan skall användas vid 'speciella tillfällen'. Kapa O Pangos ord är mera specifika för rugbylaget än Ka Mates och refererar till krigare i svart och silverormbunken .
| Kapa o pango kia whakawhenua au i ahau! |  | Låt mig bli ett med landet |
| Hej aue, hej! |  | |
| Ko Aotearoa e ngunguru nei! Au, au, aue ha! Ko Kapa o Pango e ngunguru nei! Au, au, aue ha!                                                              |  | Detta är vårt land som skakar Och det är min tid! Det är min stund! Detta är oss, All Blacks Detta är min tid! Detta är min stund! |
| I ahaha! |  | |
| Ka tu te ihiihi Ka tu te wanawana Ki runga ki te rangi e tu iho nei, tu iho nei, hi! Ponga ra! Kapa o Pango, aue hi! Ponga ra! Kapa o Pango, aue hi, ha! |  | Vår dominans Vår överlägsenhet vill triumfera Och kommer att placeras högt Silverormbunke! All Blacks! Silverormbunke! All Blacks! |